# Rezerwat przyrody Pazurek
Rezerwat przyrody Pazurek – rezerwat przyrody w województwie małopolskim (powiat olkuski, gmina Olkusz), w pobliżu wsi Pazurek; na terenie Parku Krajobrazowego Orlich Gniazd i obszaru Natura 2000 PLH120006 „Jaroszowiec”.
Jest to rezerwat leśny i przyrody nieożywionej. Został utworzony w 2008 roku na powierzchni 187,91 ha. Obszar rezerwatu jest objęty ochroną czynną.
Celem ochrony jest zachowanie naturalnych zbiorowisk roślinnych (żyzna buczyna sudecka, buczyna storczykowa, kwaśna buczyna niżowa, jaworzyna z języcznikiem zwyczajnym), stanowisk chronionych gatunków roślin (m.in. czosnek niedźwiedzi, paprotnik kolczysty, żłobik koralowy, języcznik zwyczajny; kilka gatunków z rodziny storczykowatych: m.in. kruszczyk szerokolistny, buławnik mieczolistny, buławnik wielkokwiatowy, buławnik czerwony) i grzybów oraz budowy geomorfologicznej obszaru z występującymi ostańcami wapiennymi. W rezerwacie stwierdzono występowanie około 300 gatunków roślin naczyniowych, w tym ponad 20 gatunków roślin chronionych.
W rezerwacie znajduje się grupa skał o nazwie Zubowe Skały. Niektóre z nich były obiektem wspinaczki skalnej. Wybitniejszym z nich wspinacze nadali nazwy: Biała, Babka I, Babka II, Boczny Mur, Główny Mur, Kwadratowa, Ostatnia, Zielona Ściana. Od czasu utworzenia rezerwatu wspinaczka została zabroniona. 14 czerwca 2019 roku przywrócono możliwość wspinania się na Zubowych Skałach na określonych warunkach.
W południowej części rezerwatu, pod szczytem Cisowej Skały znajduje się jeszcze druga grupa skał tworzących charakterystyczną Cisową Aleję. W obrębie rezerwatu jest jeszcze Mała Skałka i skalne wychodnie na Jastrząbce i w Grzędzie Olkuskiej.
Pierwszymi badaczami obszaru rezerwatu byli speleolodzy, głównie Kazimierz Kowalski. W 1951 roku opublikował on Jaskinie Polski, w których wymienił m.in. jaskinie Zubowych Skał i Cisowej Skały. Odkrył m.in. jedną z większych jaskiń rezerwatu – Omszałą Studnię, na dnie której w dniu 28.06.1947 r. znalazł sporą ilość lodu mimo wczesnej i ciepłej w tym roku wiosny. Na terenie rezerwatu znajdują się także inne jaskinie i schroniska.

## Szlaki turystyczne
Przez rezerwat prowadzi zielony szlak turystyczny będący odgałęzieniem Szlaku Orlich Gniazd, oraz okrężna ścieżka dydaktyczna rezerwatu Pazurek o 12 „przystankach” z tablicami informacyjnymi.

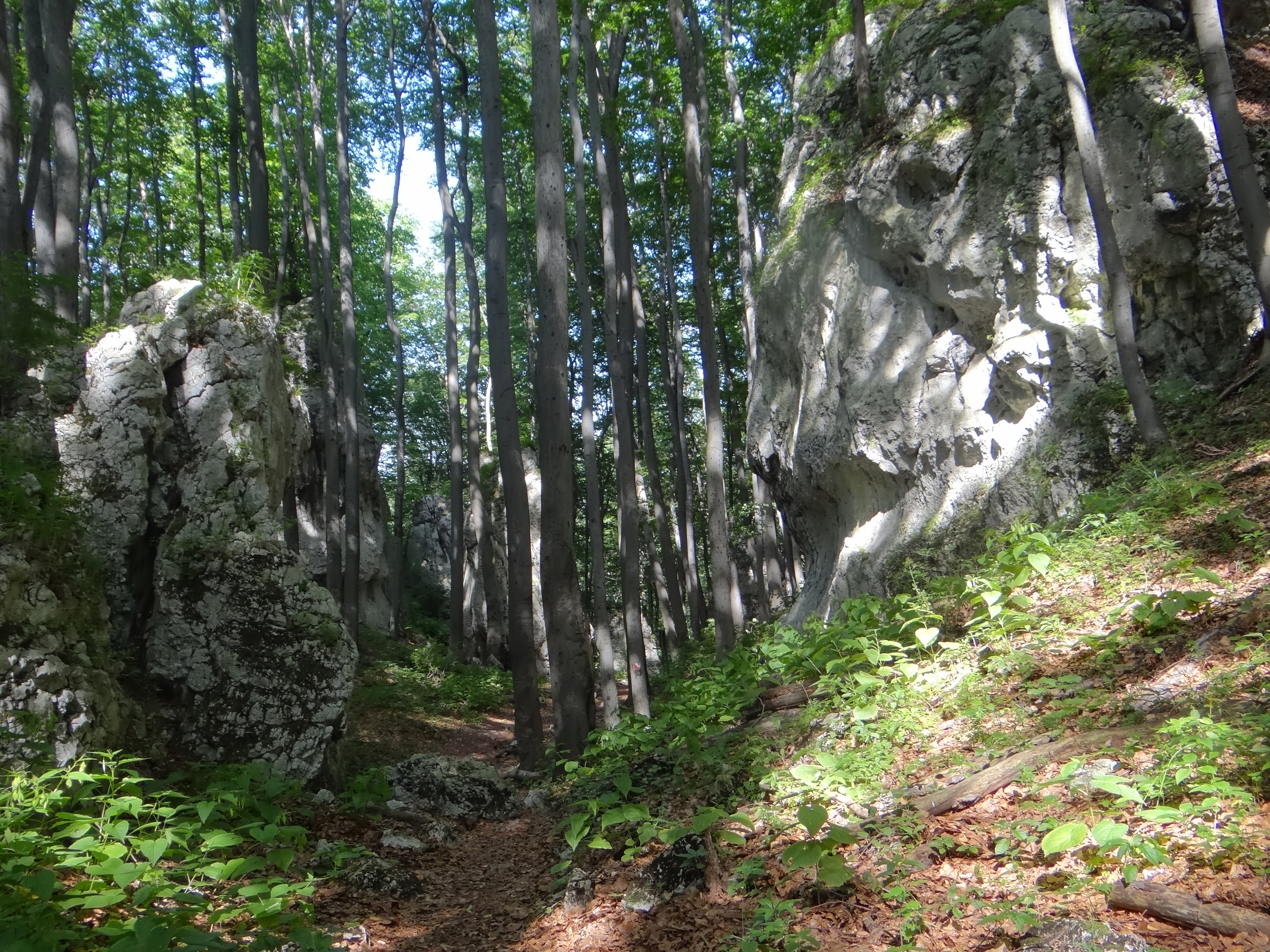
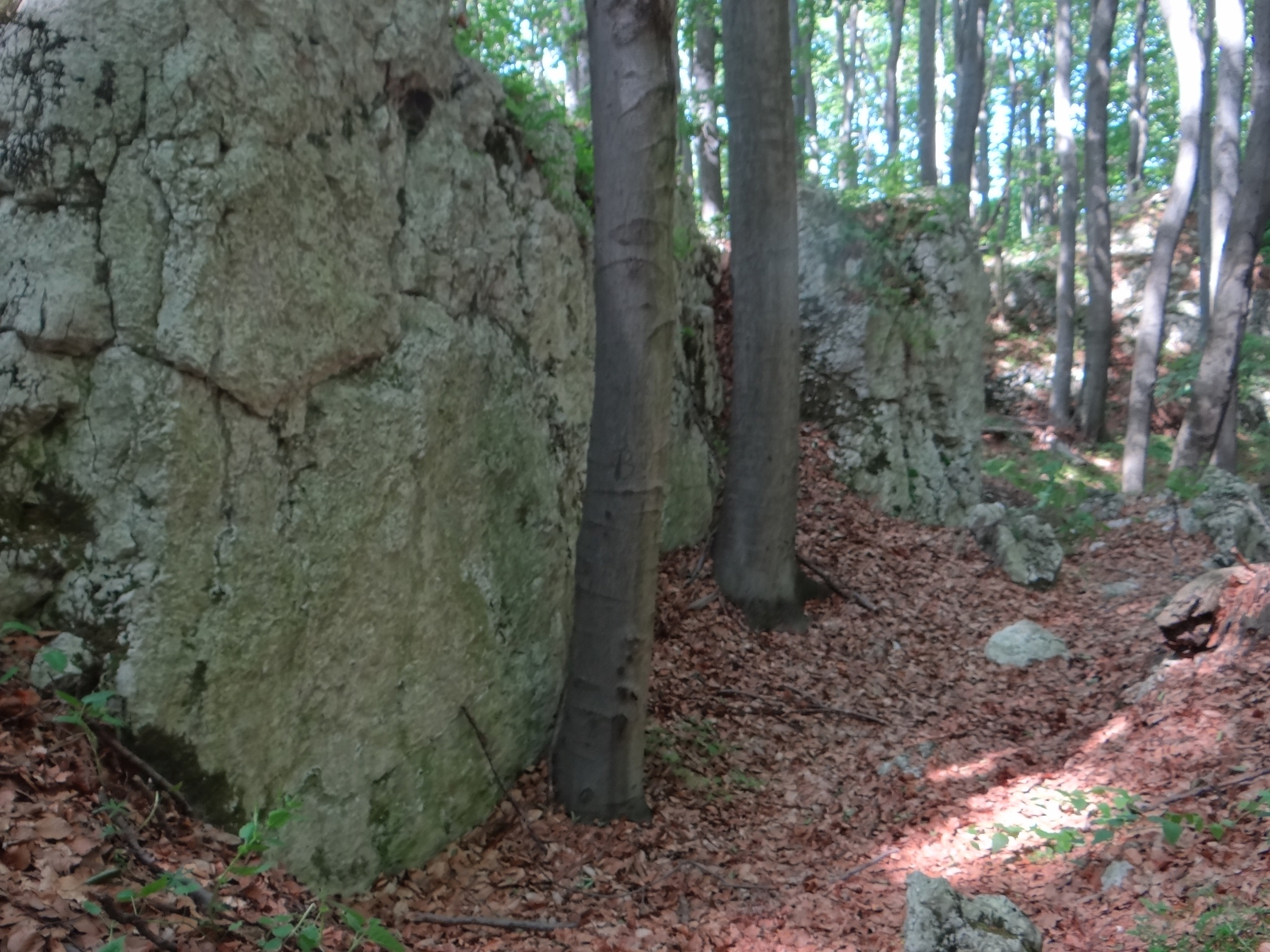
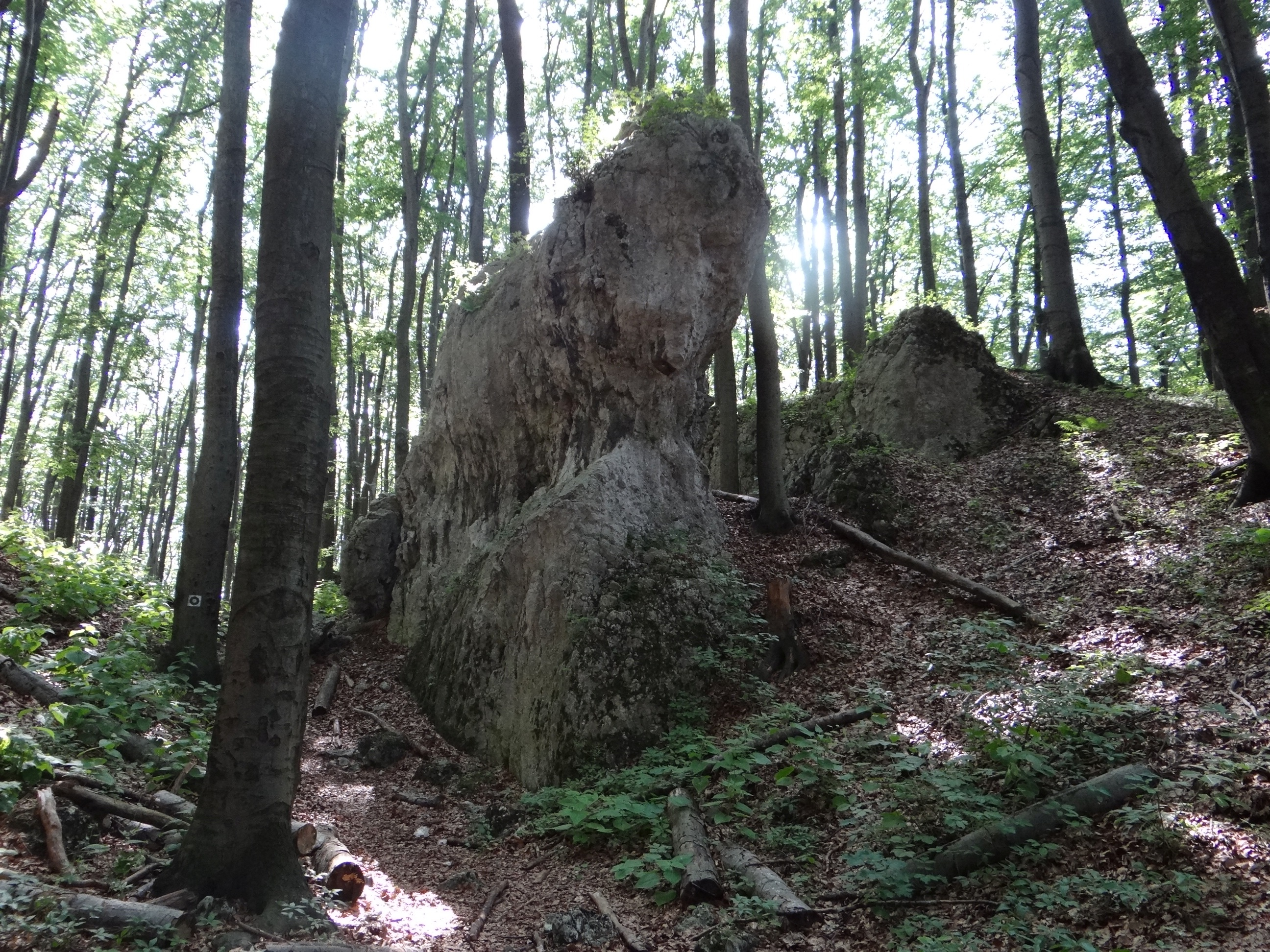
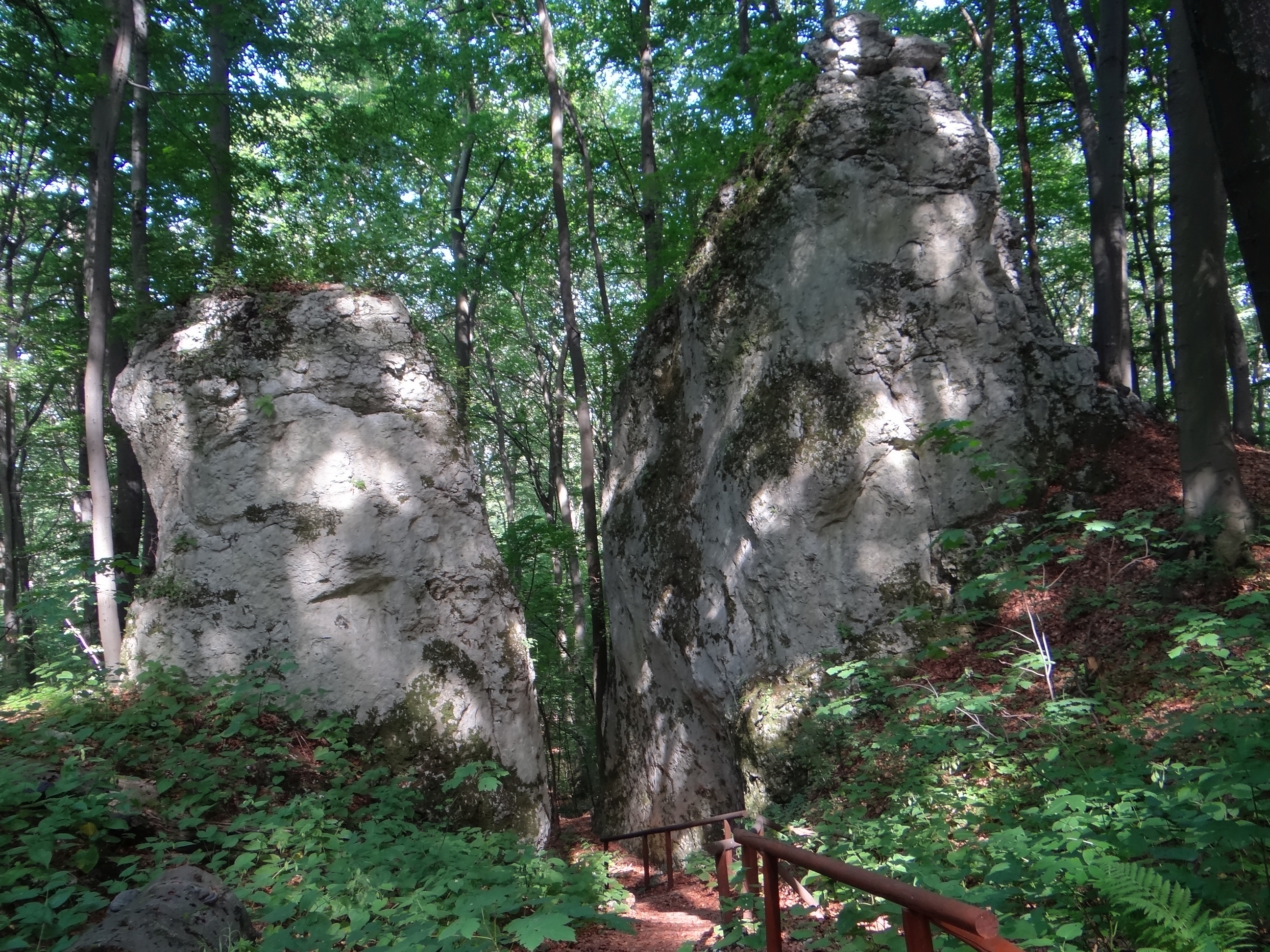

 Januszkowa Góra – rezerwat przyrody Pazurek – Jaroszowiec
 ścieżka dydaktyczna rezerwatu Pazurek